# 泣いたりしないで/RED×BLUE
『泣いたりしないで／RED×BLUE』（ないたりしないで／レッド・バイ・ブルー）は、福山雅治19枚目のシングル。2004年12月1日に発売された。制作はユニバーサルJ、発売・販売元はユニバーサルミュージック。

## 解説
前作「虹／ひまわり／それがすべてさ」からおよそ1年3ヶ月ぶりとなるシングル発売。
昨年に引き続きタイアップとなっていた大塚製薬「ポカリスエット」2004年CMソングに起用されていた「RED×BLUE」と、NHK連続テレビ小説『わかば』主題歌となった「泣いたりしないで」が収録された両A面シングル。
初回仕様として「泣いたりしないで」をモチーフとした16P・スペシャルブックレットと、「泣いたりしないで」イメージ・クリップ収録のスペシャルDVDプレゼントの応募券が付属されていた。また、一部の店頭での先着予約購入特典としてオリジナル・ポストカードが付いてきた。
2012年3月にはスペシャルブックレットのはまのゆか作の絵が書籍化され、絵本「泣いたりしないで」として発売された。また、「泣いたりしないで」の原画展が3月に大阪・5月に東京で開催された。

## 収録曲
1. 泣いたりしないで
（作詞・作曲：福山雅治 / 編曲：服部隆之）
アコースティック・ギターを基調としたバラード。
タイアップとなったテレビドラマの内容が、福山も体験した阪神・淡路大震災後の神戸を舞台にしていたことから、テーマは“再生”となっている。
曲が完成形となるまでおよそ半年の期間を要したという。ギターのフレーズは、デモ用に録音しておいたテイクが採用されている。
2. RED×BLUE
（作詞・作曲・編曲：福山雅治）
はじめにメロディー（サビ部分は10年近く前からあったという）と曲の全体像があり、東京の景色をイメージしながら主にロサンゼルスで制作された。
使用ギターはギブソン・J-50 '59、フェンダー・テレキャスター、フェンダー・カスタム・ショップ・ストラトキャスター '56（ゴールド）。
元プロ野球選手の新庄剛志（SHINJO）が現役時代の2005年にこの曲を自身の登場曲として起用している。[注 2]
3. 泣いたりしないで (ORIGINAL KARAOKE)
4. RED×BLUE (ORIGINAL KARAOKE)

## 参加ミュージシャン
| 泣いたりしないで - A.Guitar:MASAHARU FUKUYAMA - Guitar:HIROKAZU OGURA - Bass:KENJI TAKAMIZU - Keyboards:NOBUO KURATA - Programming:NOBUO MORIYASU - Strings:RUSH by TAKASHI KATO - Flute:HIDEYO TAKAKUWA, AKIKO OHSAWA - Oboe & English Horn:SATOSHI SHOJI - Clarinet:MASASHI TOGAME,KIMIO YAMANE - Fagot:MASAYUKI OKAMOTO, MASAMICHI SASAZAKI | RED×BLUE - Musical Direction & Keyboards:AKIRA INOUE - Guitar & Bass:MASAHARU FUKUYAMA - Guitar:HIROKAZU OGURA - Drums:HIDEO YAMAKI - Bass:CHIHARU MIKUZUKI |

## 収録アルバム
泣いたりしないで
- 5年モノ
- THE BEST BANG!!

RED×BLUE
- 5年モノ
- THE BEST BANG!!